# Johann Friedrich Crauel

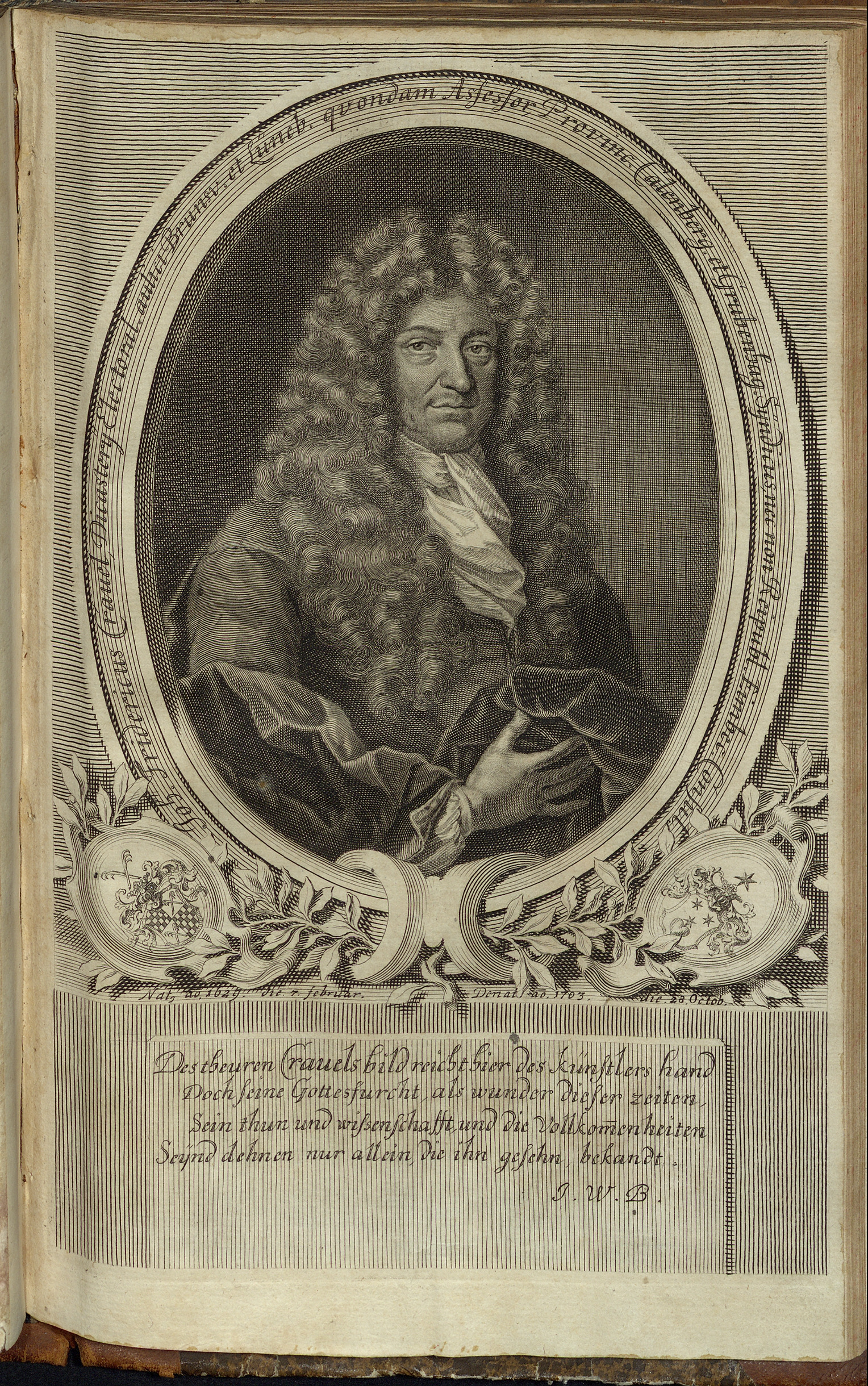
Porträt des Johann Friedrich Crauel mit Allongeperücke und zwei Wappen in einem 1703 datierten Titelkupfer von Martin Bernigeroth für die Leichenpredigt des Pastors Jakob Eberhard Leidenfrost

Johann Friedrich Crauel (geboren 7. Februar 1629 in Osterode am Harz; gestorben 28. Oktober 1703 in Einbeck) war ein deutscher Jurist, Kurfürstlich Braunschweig-Lüneburgischer Hofgerichts-Assessor und Syndikus der Fürstentümer Calenberg und Grubenhagen sowie Bürgermeister der Stadt Einbeck.

## Leben

### Herkunft
Der während des Dreißigjährigen Krieges geborene Johann Friedrich Crauel war ein Sohn des Fürstlich Braunschweig-Lüneburgischen Leibmedicus für die verwitwete Herzogin Dorothea Sophie von Schleswig-Holstein-Sonderburg-Glücksburg in ihrer Residenz auf Schloss Herzberg, Stadtphysikus und Osteroder Bürgermeister Johann Crauel. Dieser war Sohn des Fürstlich Braunschweig Lüneburgischen Oberförsters mit Sitz in Osterode Friedrich Crauel (Sohn des Jost Crauel und der Anna Süstermann) und dessen Ehefrau Anna von Gellern, Tochter des Arendt von Gellern und der Catharina von Hencken.
Crauels Mutter war Christina, geborene Hattorf, Tochter des Fürstlich Braunschweig-Lüneburgischen Eisenfaktors zu Osterode Christian Hattorf (Sohn des in Duderstadt wirkenden Patriziers Valentin Hattorf und der Anna Busch) und dessen Ehefrau Elisabeth Dortmund, Tochter von Christian Dortmund und Barbara Corengel.

### Werdegang
Nach der Taufe in Osterode erhielt Johann Friedrich Crauel zunächst Privatunterricht und lebte anschließend auf der Stube des Rektors der Osteroder Schule Justus Ammon, der ihn ebenfalls privat bis zum Schulabschluss im Jahr des Westfälischen Friedensschlusses unterrichtete. Noch im selben Jahr 1648 begann er sein Studium der Rechtswissenschaften an der Universität Jena, an der er mit Johannes Thomae zum Thema De emphyteusi disputierte. Ab 1651 besuchte Crauel die Universität Helmstedt, an der er mehrfach mit dem Juristen und späteren Professor Heinrich Hahn durch gedruckte Disputationen in Erscheinung trat. In der Folge berief Graf Emmerich zu Leiningen und Dachsburg, der kaiserliche Präsident des Reichskammergerichts zu Speyer, Crauel zum Hofmeister des jungen Grafensohnes. Nach zwei Jahren unternahmen die beiden eine Reise durch Italien, Frankreich, England und die Niederlande, bei der Crauel unter anderem den Umgang an verschiedenen Adelshöfen erlernte sowie das „Procesium Cameralem.“ Anschließend besuchte Crauel die Universität Straßburg, an der er 1657 seine juristische Dissertation Disputatio Inauguralis De Cessione Bonorum ablegte. Anschließend plante Crauel eine weitere Bildungsreise mit dem seiner Obhut unterstellten Kind des Grafen, die er dann jedoch durch den plötzlichen Tod des Reichskammerpräsidenten nicht antrat.
1657 kehrte Crauel zu seinem Vater nach Osterode zurück, wo er im Folgejahr 1658 zum Landsyndikus des Fürstentums Grubenhagen vociert wurde. Vor Antritt seines Amtes bat er jedoch seinen Landesherrn, Herzog Christian Ludwig, erfolgreich um die Erlaubnis zur Fortsetzung seiner Bildungsreise durch Frankreich und die Niederlande. Diese führte ihn schließlich erneut nach Speyer, wo Crauel seine Kontakte unter anderem zu den dort tätigen Gerichtsassessoren erneuerte und sich über verschiedene Veränderungen in den Prozessführungen informierte.
Nach seiner Reise nahm Crauel zunächst das Grubenhagensche Landsyndikat wahr und übernahm dann – eine Stelle als Hofrat an einem gräflichen Hofstaat ausschlagend – im Februar 1661 zusätzlich die durch Abzug zu anderen Aufgaben vakant gewordene Stelle des Stadtsyndikus Christian Wilhelm Engelbrecht in Einbeck. Im selben Jahr ging Crauel seine fünf Jahre währende erste Ehe ein. Nach dem Tod seiner ersten Ehefrau heiratete Crauel 1667 die Tochter seines Vorgängers Engelbrecht (siehe im Abschnitt Familie).
1668 wurde Crauel zum Syndikus der Calenbergischen Landschaft berufen. Rund vier Jahre später erhielt er 1672 durch Herzog Johann Friedrich die Bestellung zum Assessor des Hofgerichts zu Hannover und zugleich ein „Canonicat“ über das Marienstift Einbeck übertragen.

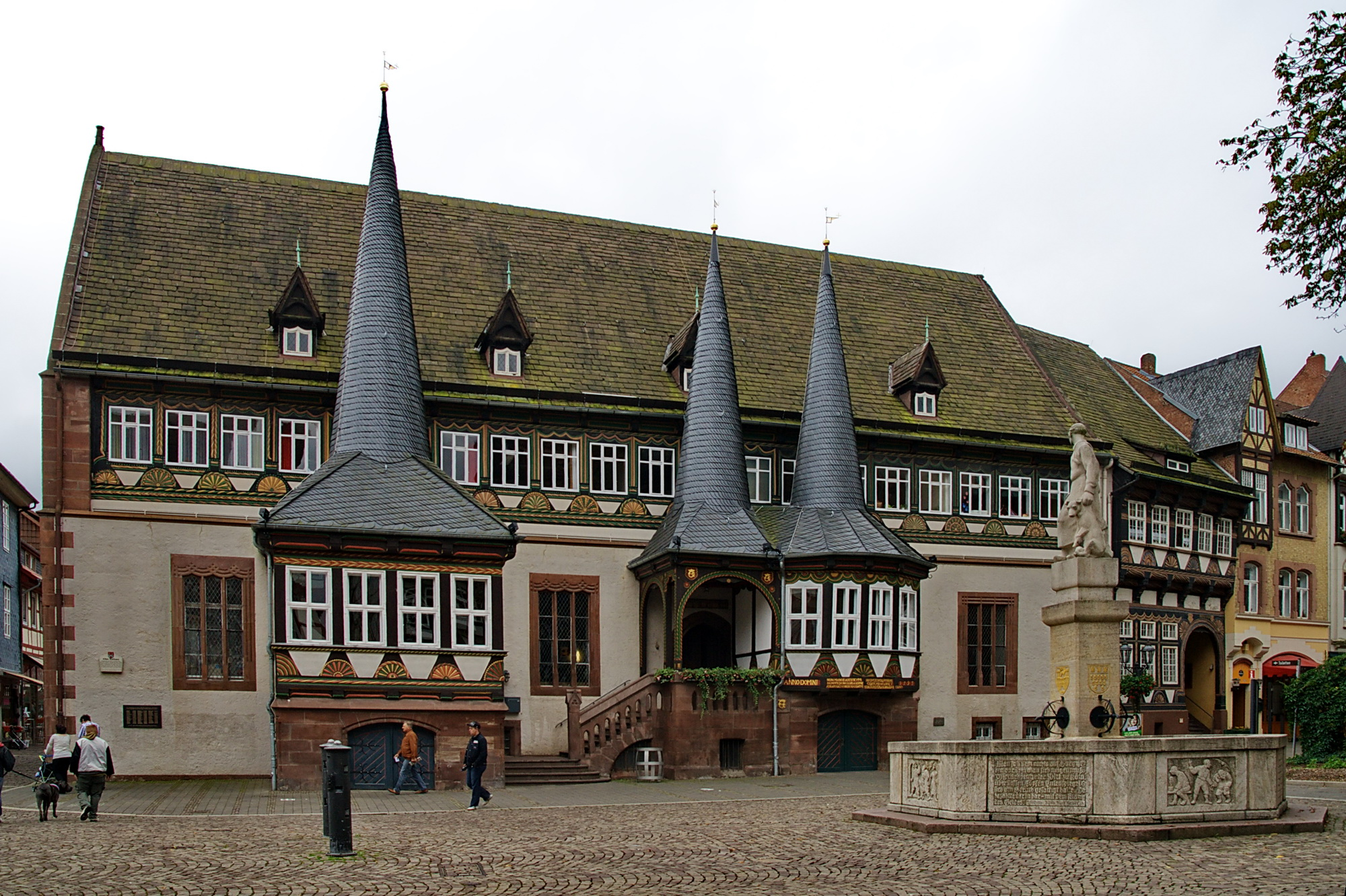
Das historische Rathaus Einbecks, ehemaliger Amtssitz von Crauel

1673 wurde Crauel als Nachfolger des verstorbenen Jost Kreipken Millies zum Bürgermeister von Einbeck gewählt, anschließend erhielt er von seinem Landesherrn das „Licent Commissariat“ übertragen. Als Einbecker Bürgermeister, dem Unbestechlichkeit nachgesagt wurde, war Crauel im November 1674 an der Aufklärung der Prägung geringhaltiger silberner Münzen – insbesondere der Einbecker Mariengroschen – durch die zeitweilig in Einbeck beschäftigten Münzmeister Andreas Scheele und Hans Hallensen beteiligt. In der Folge verlor Einbeck seine Münztätigkeit.

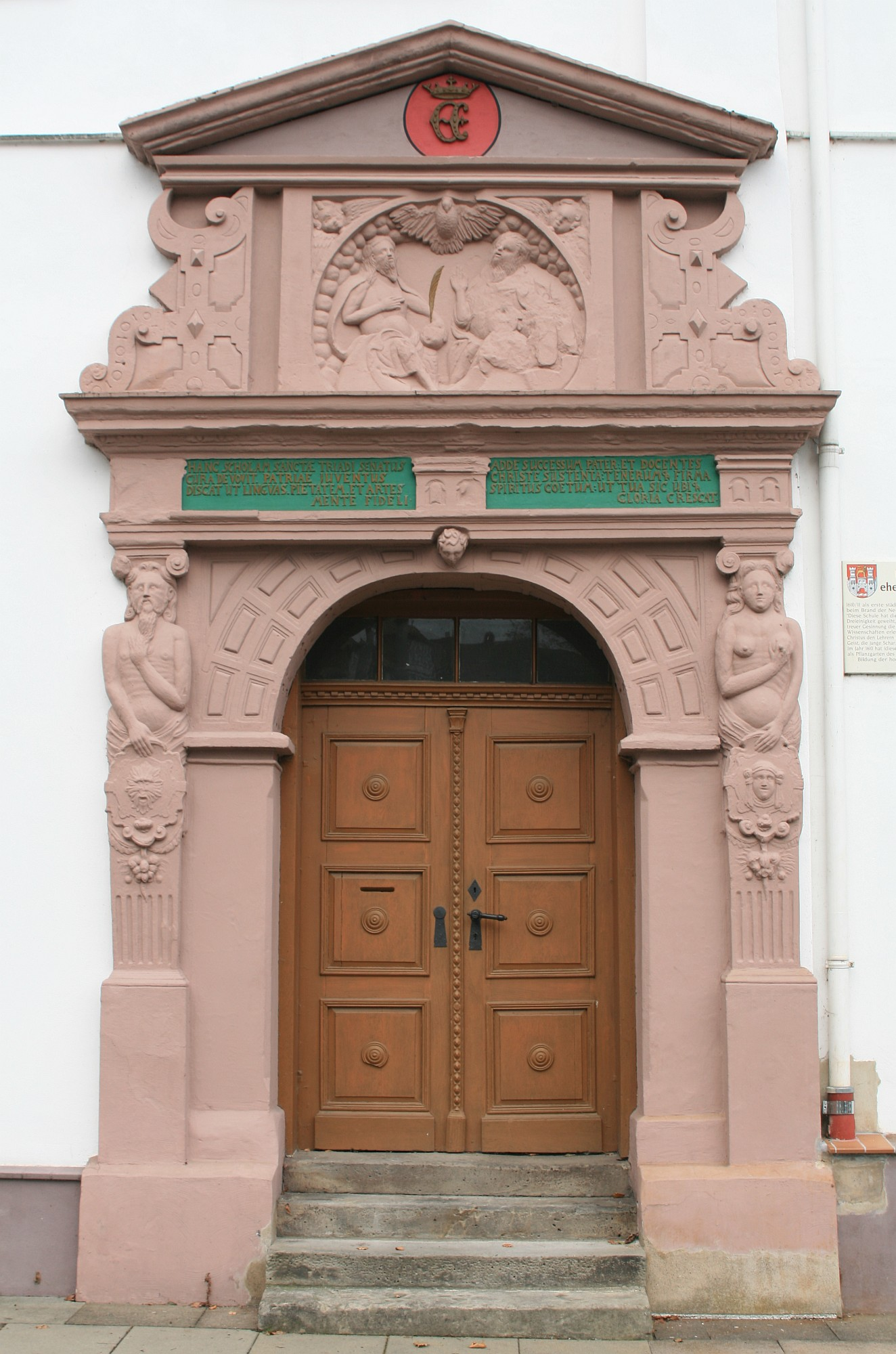
Das erhaltene Renaissance-Portal der ehemaligen Ratsschule Einbecks, über die Crauel das Patronat innehatte

Neben seinen Ehrenämtern nahm Crauel das Patronat über die Einbecker Schule wahr.
Crauel war regelmäßiger Kirchgänger, hielt sein Gesinde zum Besuch der Kirche an und ließ ihnen jeden Sonntag im eigenen Haushalt die Auslegung der Evangelien vorlesen. Seiner körperlichen Schwächlichkeit begegnete Crauels Ehefrau langjährig bis ins hohe Alter mit einer speziell zubereiteten Diät.
Etwa fünfeinhalb Jahre vor seinem Tod wurde Crauel durch einen „heftig zugestossenen Affectus“ dauerhaft krank; auch zahlreiche Medikamente konnten ihn nicht von einer dauerhaften Bettlägerigkeit bewahren, die ihn – bei geistiger Gesundheit – körperlich mehr und mehr schwächten. Elf Tage vor seinem Tod legte er in seinem Haus seine Beichte ab und erhielt durch den anwesenden Pastor die Absolution. Er starb in Anwesenheit seines Beichtvaters am 28. Oktober 1703 in seinem 75. Lebensjahr.
Johann Friedrich Crauel wurde am 7. November 1703 in der Kirche Maria Magdalena in Einbeck bestattet. Die Leichenpredigt hielt der Pastor der Marktkirche St. Jacobi und Senior des geistlichen Ministeriums Jakob Eberhard Leidenfrost.

### Familie
1661 heiratete Johann Friedrich Crauel in erster Ehe die Dorothea Elisabeth Knorr (gestorben 1666), Tochter des Fürstlich Braunschweig-Lüneburgischen Regierungsrates im Fürstentum Grubenhagen Balthasar Knorr. Aus der fünf Jahre andauernden Ehe bis zum Tod der Ehefrau gingen zwei Töchter hervor, von denen die jüngere noch als Kind verstarb. Die Erstgeborene – Anna Ilse – überlebte ihren Vater und heiratete den anfangs Kurfürstlich Brandenburgischen, später Fürstlich Braunschweig-Lüneburgischen Rat, Hofgerichtsassessor und Landsyndikus Theophilus Friedrich Börries, der jedoch nach zehn Ehejahren noch vor Johann Friedrich Crauel verstarb. Neben seiner Witwe hinterließ dieser vier Kinder, darunter Johann Friedrich von Borries.
Nach dem Tod seiner ersten Ehefrau zeigte sich der vielbeschäftigte Witwer mit der alleinigen Haushaltsführung völlig überfordert. Daher drängte ihn sein Schwiegervater zu einer weiteren Heirat und schlug die Tochter seines Amtsvorgängers, des Landsyndikus und Landrentmeisters Christian Wilhelm Engelbrecht vor, die Jungfrau Emerantia Dorothea, die Crauel 1667 zur zweiten Frau nahm. Die Ehe mit der Stiefmutter seiner Tochter und nachmaligen Witwe währte 36 Jahre, blieb jedoch kinderlos.

## Sonstiges
Anfang der 1870er Jahre fand der Kunsthistoriker Wilhelm Mithoff in der Marktkirche Einbecks eine Patene vor mit den Namen „IOAN FRIEDERICH CRAUEL . DOROTHEA ELISABETH CNORren“.

## Schriften (Auswahl)
- Johannes Thomae, Johanes Fridericus Crauel: Disputatio Iuridica De emphyteusi ... quam ... Johanne Thomae, ... examini subjicit Johanes Fridericus Crauel, Jena: Sengenwald, 1651; Digitalisat über die Bayerische Staatsbibliothek
- Heinrich Hahn, Johann Friedrich Crauel: Conclusionum De Iure Forensi Varii Generis Exercitatio XII. / Quam ... Praeside ... Dn. Henrico Hahnen ... Publice ventilandam proponit Johannes Fridericus Crauel Osterod. In novi Iulei Auditorio maiori Ad diem XIX. Februarii, Helmestadi[i]: Mullerus, 1654; Digitalisat über die Herzog-August-Bibliothek Wolfenbüttel (HAB)
- Johannes Fridericvs Cravel: Disputatio Inauguralis De Cessione Bonorum / Quam ... Ex Decreto & Autoritate ... Iurisconsultorum Collegii in ... Argentoratensium Academia ... Publicae & solenni censurae subiicit. Johannes Fridericus Cravel, Osterod-Saxo. Ad diem Martii ..., juristische Dissertation an der Universität Straßburg, Argentorati: Thilo, 1657; Digitalisat über die Staats- und Universitätsbibliothek Göttingen (SUB)